# Diplomacia do panda

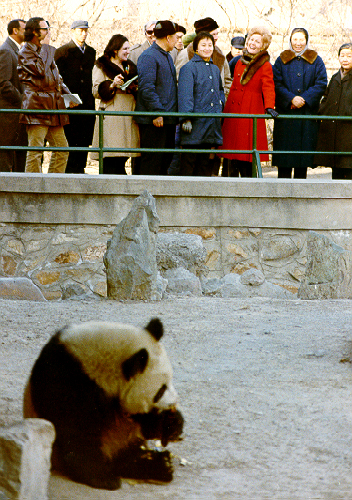
Primeira-dama dos Estados Unidos Pat Nixon visitando a exibição de pandas do Zoológico de Pequim em fevereiro de 1972.

Diplomacia do panda é a denominação para o uso pela China de pandas gigantes como um instrumento de política externa, oferecendo os animais a outras nações como presentes, e mais recente, como empréstimos. A prática existe deste a Dinastia Tang, quando a Imperatriz Wu Zetian enviou um par de pandas ao Imperador Tenmu do Japão em 685. A designação "diplomacia do panda" foi cunhada na Guerra Fria. Em 2016, eram 46 os pandas emprestados pela China, distribuídos entre 11 países.

## Pandas na política chinesa
Entre 1957 e 1983, 24 pandas foram presenteados a 9 diferentes nações pela República Popular da China como gestos de amizade. Essas nações incluíam a União Soviética, Coreia do Norte, Estados Unidos da América e o Reino Unido. Quando o presidente norte-americano Richard Nixon visitou a China em 1972, Mao Tsé-Tung prometeu enviar dois pandas a um zoológico nos Estados Unidos. Em troca, Nixon presenteou dois bois-almiscarados aos chineses.
Quando os pandas, de nome Ling-Ling (fêmea) e Hsing-Hsin (macho), aterrissaram no território americano, em abril de 1972, foram doados ao Smithsonian National Zoological Park, em Washington, pela Primeira-Dama Pat Nixon. Mais de 20 000 pessoas visitaram os pandas no primeiro dia de sua exibição, e estima-se que 1.1 milhão de pessoas tenham visitado os animais no primeiro ano deles nos Estados Unidos.
Os pandas se tornaram muito populares, e o presente da China foi visto como um enorme sucesso diplomático, e uma demonstração da vontade chinesa em estabelecer relações oficiais com os Estados Unidos. A popularidade dos pandas levou o Primeiro-Ministro britânico Edward Heath a pedir que o Reino Unido também fosse agraciado com os animais, durante uma visita a China em 1974. Dois pandas -  Chia-Chia e Ching-Ching - foram oferecidos pelos chineses, desembarcando no Zoológico de Londres algumas semanas depois. Os pandas presentados ao Reino Unido iriam mais tarde se tornar a inspiração para o logo da World Wildlife Fund.
Em 1984, a política dos pandas foi modificada pelo líder político da China Deng Xiaoping, passando os animais a não serem mais cedidos, mas sim emprestados. No mesmo ano, durante os Jogos Olímpicos de Verão de 1984, a China presenteou a cidade de Los Angeles dois pandas, pelo aluguel de $50,000 por mês por panda. Essa prática foi novamente modificada em 1991, favorecendo-se empréstimos a longo prazo, de pelo menos dez anos. As cláusulas padrões dos empréstimos incluem uma taxa de até 1 milhão de dólares, e a previsão de que filhotes nascidos durante o empréstimo são de propriedade da China.
Após o terremoto em Sujuão em 2008 danificar diversas instalações, 60 pandas precisaram de novas moradias, e a maioria foi emprestada a nações com as quais a China tinha acordos comerciais, ou a países que forneciam à China recursos como urânio.
Em 16 de abril de 2014, a China pretendia enviar um par de pandas chamados Fu Wa e Feng Yi para a Malásia para marcar os 40 anos de relações diplomáticas entre os países. O envio foi adiado em razão da tragédia envolvendo o voo Malaysia Airlines 370, e os pandas chegaram ao Aeroporto Internacional de Kuala Lumpur no dia 21 de maio de 2014, sendo transferidos ao Zoológico Nacional da Malásia.
Dois pandas chamados Cai Tao e Hu Chun chegaram em Jacarta em 2017 para serem acomodados no Taman Safari em Bogor, como parte das celebrações dos 60 anos das relações entre China e Indonésia. Em 2018, a Finlândia concordou em cuidar de dois pandas e apoiar a política de uma China. O empréstimo mais recente de um panda se deu em 5 de junho de 2019, quando Xi Jinping ofereceu dois pandas-gigantes ao Zoológico de Moscou numa visita oficial ao país russo. O gesto foi descrito pelo presidente russo Vladimir Putin como "um sinal de confiança e respeito entre os dois países". Os pandas - Ru Yi, macho de dois anos, e Ding Ding, fêmea de um ano - ficarão no zoológico de Moscou por 15 anos.

### Manutenção

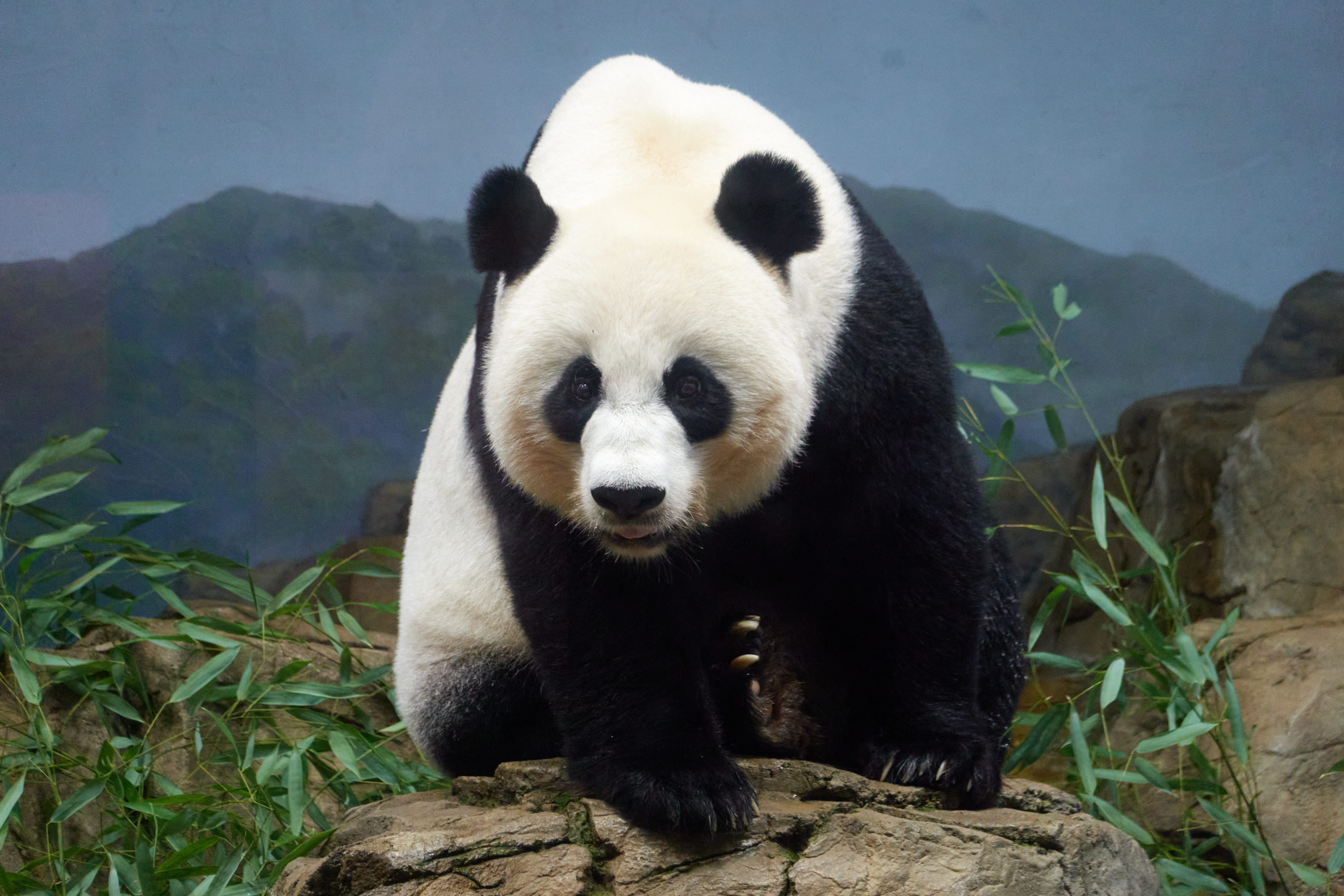
Mei Xiang, uma panda que está em um zoológico americano. É o panda mais velho no país

Manter pandas é muito caro. Além dos custos relacionados ao "aluguel", a obtenção de bambu suficiente também é muito dispendiosa. Um panda normalmente só consome bambu fresco, comendo 40 kg todo dia. Tais fatores levam o panda a ser o animal mais caro para se manter em um zoológico, custando cerca de cinco vezes mais que um elefante. Segundo o jornal  The Independent, o Zoológico de Edimburgo gastava  $107 000 por ano para alimentar seus dois pandas. Isso levou o zoológico a pedir por doações de bambu, bem como para que jardineiros locais começassem a plantar bambu. Durante a pandemia de COVID-19, tornou-se mais difícil a obtenção da planta, em razão da diminuição do número de voos. Em razão disso, o zoológico de Calgary decidiu devolver os pandas antes do término do empréstimo.